# Поло Амотун Локоро
Пoло Амотун Локоро (рођен 1. јануара 1992) је јужносудански атлетичар који сада живи у Кенији. Специјализован је за трку на 1500 метара. Локоро је изабран за једног од десет чланова избегличког олимпијског тима за Летње олимпијске игре 2016. и Летње олимпијске игре 2020. године.
Првобитно сточар у јужном Судану, побегао је из свог дома у Кенију 2006. године да би избегао рат.

## Такмичења
| Год. | Такмичење                                                                            | Место                  | Плас.     | Рез.    | Детаљи         |
| ---- | ------------------------------------------------------------------------------------ | ---------------------- | --------- | ------- | -------------- |
| 2016 | Олимпијске игре                                                                      | Рио де Женеиро, Бразил | 11.       | 4:03.96 | 1500 метара    |
| 2017 | Светско првенство у тркама штафета                                                   | Насау, Бахами          | 7.        | 8:12.57 | 4 x 800 метара |
| 2017 | Азијске игре у затвореном и игре борилачких вештина                                  | Ашхабад, Туркменистан  | Финалиста | 8:12.57 | 1500 метара    |
| 2018 | Светско првенство у полумаратону                                                     | Валенсија, Шпанија     | 124.      | 1:09:31 | полумаратон    |
| 2018 | Афричко првенство у атлетици на отвореном Архивирано на веб-сајту (20. фебруар 2017) | Абуџа, Нигерија        | 15.       | 4:03.44 | 1500 метара    |
| 2019 | Светско првенство у атлетици на отвореном                                            | Доха, Катар            | 42.       | 3:48.98 | 1500 метара    |
| 2021 | Летње олимпијске игре                                                                | Доха, Катар            | 43.       | 3:51.78 | 1500 метара    |